# Thelazia gulosa
Thelazia gulosa är en rundmaskart. Thelazia gulosa ingår i släktet Thelazia, och familjen Thelaziidae. Arten är reproducerande i Sverige.